# Långmyran (naturreservat)
Långmyran är ett naturreservat i Ludvika kommun i Dalarnas län.
Området är naturskyddat sedan 2017 och är 7 hektar stort. Reservatet består av äldre barrblandskog och ett rikkärr.